# Universiti Putra Malaysia
L'Universiti Putra Malaysia (UPM), également connu auparavant sous les appellations de Universiti Pertanian Malaysia ou l’appellation anglaise de College of Agriculture Malaya or School of Agriculture est une université de Malaisie spécialisée dans l'agronomie.

## Anciens étudiants
- Cheong Jun Hoong, plongeuse malaisienne
- Leong Mun Yee, plongeuse malaisienne
- Irwan Prayitno, homme politique indonésien